# Edelhof (Gemeinde Haag)
Edelhof ist eine Rotte und eine Katastralgemeinde der Stadtgemeinde Haag im Bezirk Amstetten in Niederösterreich.

## Geografie
Die Rotte liegt an der Landesstraße L85 westlich von Haag und wird von Haager Bach durchflossen. Zur ehemaligen Ortschaft gehören auch die Weiler Fadlhof, Pesendorf und Untermayrhofen, die Rotte Sieberg, die Siedlung Ederhöhe sowie die Lagen Adelberg und Berghäuser.

## Siedlungsentwicklung
Zum Jahreswechsel 1979/1980 befanden sich in der Ortschaft insgesamt 86 Bauflächen auf zusammen 47.896 m² und 132 Gärten auf zusammen 367.282 m², 1989/1990 waren es 82 Bauflächen. Bis zum Jahreswechsel 1999/2000 stieg die Zahl der Bauflächen auf 194 an und 2009/2010 waren es 216 Gebäude auf 387 Bauflächen.

## Geschichte
Laut Adressbuch von Österreich waren im Jahr 1938 in Edelhof ein Bäcker und mehrere Landwirte mit Direktvertrieb ansässig. Zudem gab es eine Mühle samt Sägewerk. Bis zur Eingemeindung nach Haag war der Ort ein Bestandteil der damaligen Gemeinde Haag (Land).

## Landwirtschaft
Edelhof ist überwiegend landwirtschaftlich geprägt. 490 Hektar wurden zum Jahreswechsel 1979/1980 landwirtschaftlich genutzt und 58 Hektar waren forstwirtschaftlich geführte Waldflächen. 1999/2000 wurde auf 507 Hektar Landwirtschaft betrieben und 61 Hektar waren als forstwirtschaftlich genutzte Flächen ausgewiesen. Ende 2018 waren 483 Hektar als landwirtschaftliche Flächen genutzt und Forstwirtschaft wurde auf 71 Hektar betrieben. Die durchschnittliche Bodenklimazahl von Edelhof beträgt 42,5 (Stand 2010).